# Xanthomera robusta
Xanthomera robusta är en fjärilsart som beskrevs av Saalmüller 1891. Xanthomera robusta ingår i släktet Xanthomera och familjen nattflyn. Inga underarter finns listade i Catalogue of Life.